# Sarcophaga baranoffi
Sarcophaga baranoffi är en tvåvingeart som beskrevs av Boris Borisovitsch Rohdendorf 1937. Sarcophaga baranoffi ingår i släktet Sarcophaga och familjen köttflugor.
Artens utbredningsområde är Kroatien. Inga underarter finns listade i Catalogue of Life.